# Rourea erythrocalyx
Rourea erythrocalyx là một loài thực vật có hoa trong họ Connaraceae. Loài này được Gustav August Ludwig David Schellenberg miêu tả khoa học đầu tiên năm 1910 dưới danh pháp Roureopsis erythrocalyx theo mô tả trước đó của Ernest Friedrich Gilg. Năm 1989 Carel Christiaan Hugo Jongkind chuyển nó sang chi Rourea.

## Phân bố
Loài này có tại Angola (tỉnh Cabinda), Cameroon, Cộng hòa Dân chủ Congo, Gabon.

## Mô tả
Dây leo thân gỗ lớn, dài tới 20 m. Các cành nhỏ có lông tơ rất mịn. Cuống lá 1-8 cm; trục lá 2,5-12 cm; cuống lá chét 1-3 mm; lá chét 3-11, hình trứng đến hình elip, nhẵn nhụi hoặc có lông tơ rất mịn ở mặt dưới, nhiều tế bào nhầy ở mặt trên; đỉnh nhọn hoắt; phần nhọn có khía; lá chét tận cùng 3,5-10 × 1,5-6 cm; các lá chét bên 2,5-9 × 1,5-4,5 cm., hơi bất đối xứng. Cụm hoa dài tới 6 cm, có lông tơ rất mịn, các lá bắc con gần tràng hoa. Cuống hoa có khớp nối tại đỉnh. Lá đài 3-5 × 1,5 mm, mặt trong gần như nhẵn nhụi. Cánh hoa 11-14 × 1-1,5 mm, rời, cuộn vào trong ở chồi. Nhị hai loại, loại dài 1,5-4,5 mm, loại ngắn 1-3 mm. Nhụy dài 1,2-5 mm, vòi nhụy có lông thưa; bầu nhụy rậm lông. Quả đại 1-5 mỗi hoa, 14-22 × 6-8 mm, nhẵn nhụi, mở theo đường ráp mặt bụng. Lá đài ở quả 13-15 × 4-7 mm, màu ánh đỏ, dai bóng như da mỏng, có lông thưa hoặc nhẵn ở mặt ngoài. Khoảng 1/4 áo hạt mọng thịt, phần còn lại của vỏ hạt màu đen bóng. Rễ mầm ở mặt bụng.